# Glaciar de Tré la Tête
O glaciar de Tré la Tête nasce a 3 300 m de altitude perto da cúpula de Miage e da Agulha de Tré-la-Tête na região de Ródano-Alpes na Alta Saboia, França.
A leste encontram-se a Agulha de Tré-la-Tête, a Agulha dos Glaciares e o monte Tondu. Do lado direito fica a cúpula de Miage e o refúgio dos Conscritos .